# Fontaine-au-Bois Communal Cemetery
Fontaine-au-Bois Communal Cemetery is een Britse militaire begraafplaats met gesneuvelden uit de Eerste Wereldoorlog gelegen in de Franse plaats Fontaine-au-Bois (Noorderdepartement). De begraafplaats werd ontworpen door William Cowlishaw en wordt onderhouden door de Commonwealth War Graves Commission. Ze ligt aan de Rue du Hainaut, vlak naast de gemeentelijke begraafplaats op 130 m ten noorden van het dorpscentrum. Het terrein heeft een onregelmatig grondplan en is aan de straatzijde begrensd door een bakstenen muur met een hekken als toegang en aan de andere zijden door een haag. Het Cross of Sacrifice staat centraal aan de toegang. Vijf grafstenen hebben niet de gebruikelijke witte kleur maar eerder en roodbruine kleur omdat een andere steensoort werd gebruikt.

## Geschiedenis
De begraafplaats werd in november 1918 aangelegd door de XIII Corps Burial Officer naast een perk met Duitse gesneuvelden dat later werd ontruimd en waarop een van de Britse doden oorspronkelijk begraven lag. In 1934 werden nog 5 doden vanuit Gommegnies Communal Cemetery overgebracht.
Er liggen 94 Britten en 1 Zuid-Afrikaan begraven die allen sneuvelden in oktober en november 1918. Zes slachtoffers konden niet meer geïdentificeerd worden. 

## Graven

### Onderscheiden militairen
- Alfred Carey, korporaal bij de Duke of Wellington's (West Riding Regiment), A.E. Shelley, korporaal bij de Durham Light Infantry en R. Sneddon, soldaat bij de Royal Dublin Fusiliers ontvingen de Military Medal (MM).

### Alias
- soldaat Floyd J. Fink diende onder het alias T. Hagney bij de Royal Munster Fusiliers.